# Fase fálica
La Fase fálica es un concepto elaborado por Sigmund Freud para designar una de las etapas por las que atraviesa el desarrollo libidinal infantil. Puede ser definida como sigue:

«Fase de organización infantil de la libido que sigue a las fases oral y anal y se caracteriza por una unificación de las pulsiones parciales bajo la primacía de los órganos genitales. Pero, a diferencia de la organización genital puberal, el niño o la niña no reconocen en esta fase más que un solo órgano genital, el masculino, y la oposición de los sexos equivale a la oposición fálico-castrado. La fase fálica corresponde al momento culminante y a la declinación del complejo de Edipo; en ella predomina el complejo de castración».
J. Laplanche& J.-B.Pontalis

La fase fálica es una de las fases pulsionales de la teoría sobre el desarrollo psicosexual de Sigmund Freud. Sobreviene a continuación de la fase anal y tiene lugar en la primera infancia, entre las edades de 3 y 5 años. En esta etapa, la zona erógena predominante son los genitales (clítoris en el cuerpo femenino y pene en el cuerpo masculino) y las sensaciones placenteras se obtienen en el niño y la niña al tocarse sus genitales. Según Freud, durante esta fase se superan los conflictos emocionales conocidos como complejo de Edipo. Según la teoría freudiana, en la etapa fálica puede desarrollarse el complejo de castración en las niñas junto a la denominada envidia del pene. Más precisamente, mientras en el niño el complejo de castración marca la salida del complejo de Edipo (ante la amenaza de ser castrado, renuncia a sus deseos incestuosos hacia la madre), en la niña la organización fálica determina su entrada al complejo de Edipo: el descubrimiento de que no posee un pene suscitaría la envidia de este, al tiempo que provocaría sentimientos de rabia y animadversión contra la madre por no haberle dado uno, inclinándose la niña hacia su padre como objeto de amor, quien, por un lado, posee un pene y, por otro, es capaz de entregar un hijo, que en la teoría freudiana funciona como falo, es decir, como equivalente simbólico del pene.
Freud especifica con el término fase fálica la primera maduración genital que se caracteriza por la dominación imaginaria del atributo fálico, y por el goce masturbatorio; localiza este goce en la mujer en el clítoris, promovido así a la función de falo.

## Historia del concepto
El concepto de una fase fálica de organización de la libido no está presente desde un comienzo en la obra de Freud, sino que aparece por primera vez recién en 1923. Sin embargo las bases teóricas que le permiten a Freud sostener una organización fálica (masculina) para ambos sexos ya estarían presentes en un agregado que en 1915 hiciera a la obra Tres ensayos sobre teoría sexual (1905). Este concepto, como en general la teoría de las fases en su conjunto y su relación con la identidad femenina fue desde un comienzo objeto de controversias. Así, la idea de la fase fálica ha sido un aspecto clave de la crítica de falocentrismo en el debate acerca de la sexualidad femenina, sostenido durante muchas décadas por connotados psicoanalistas, culturalistas y feministas, entre los que se cuentan Melanie Klein, Karen Horney, Jacques Lacan, Helene Deutsch, Simone de Beauvoir.